# Rolls-Royce-Museum

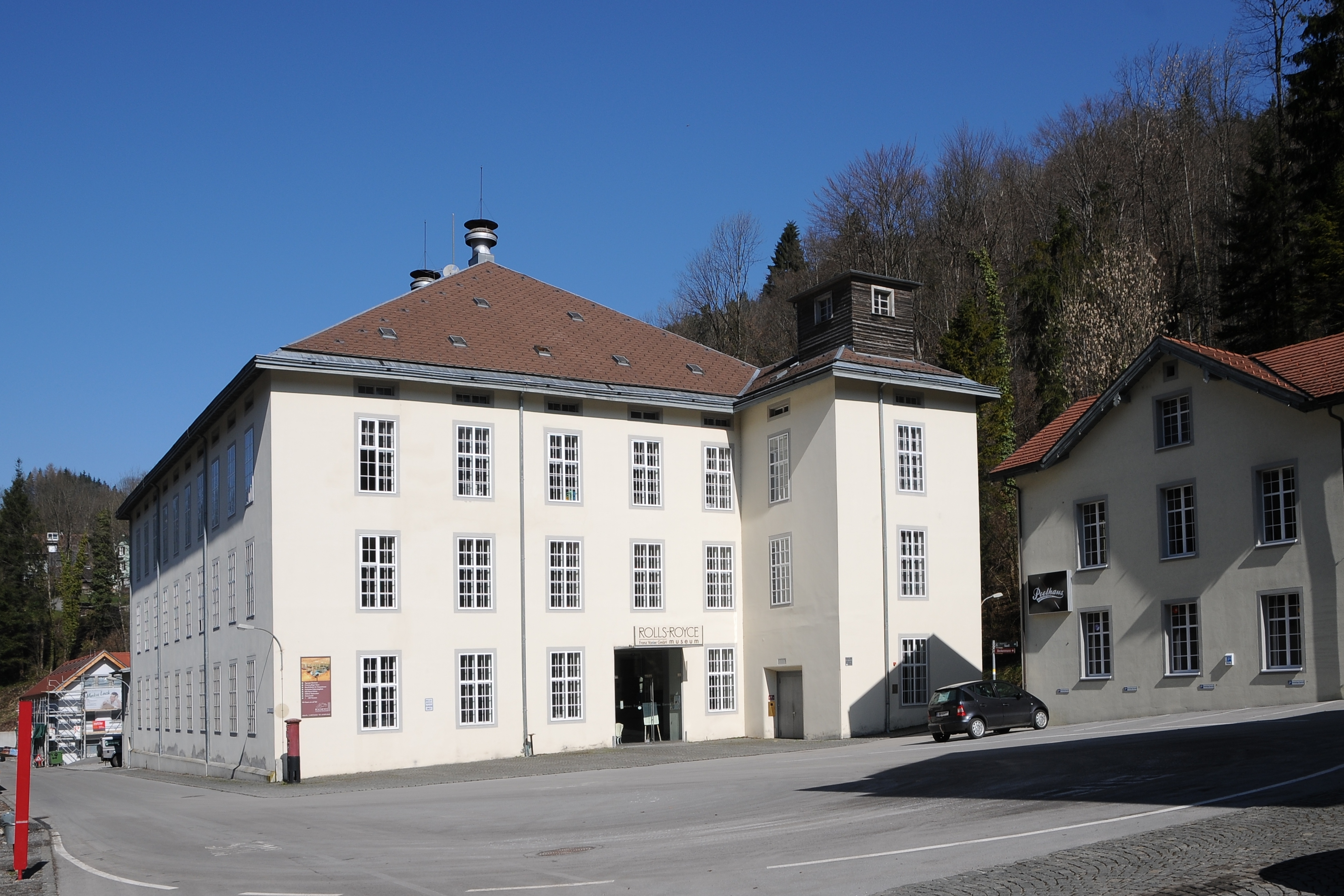
Gebäude des Rolls Royce-Automobilmuseum

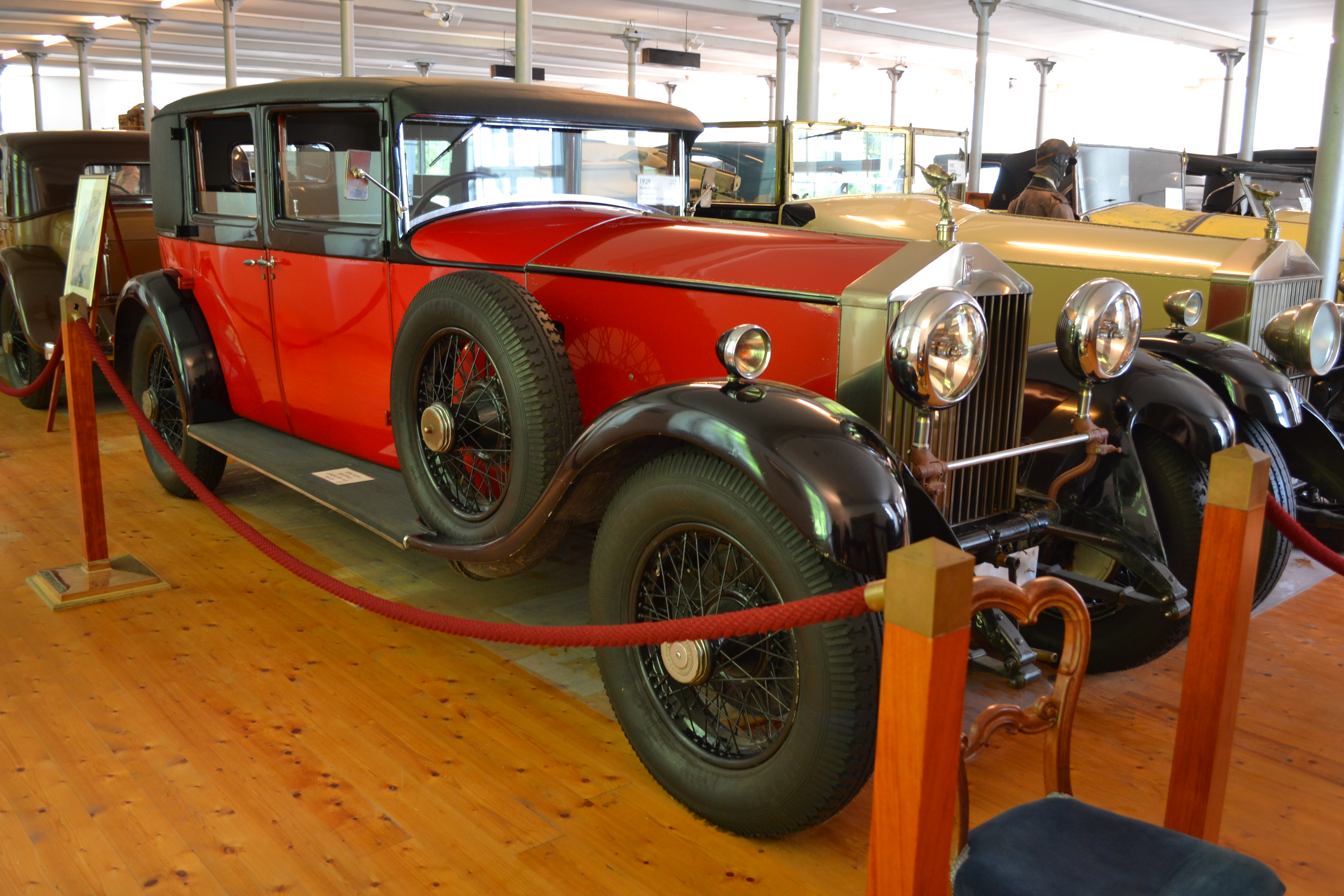
Rolls-Royce Phantom I von 1929

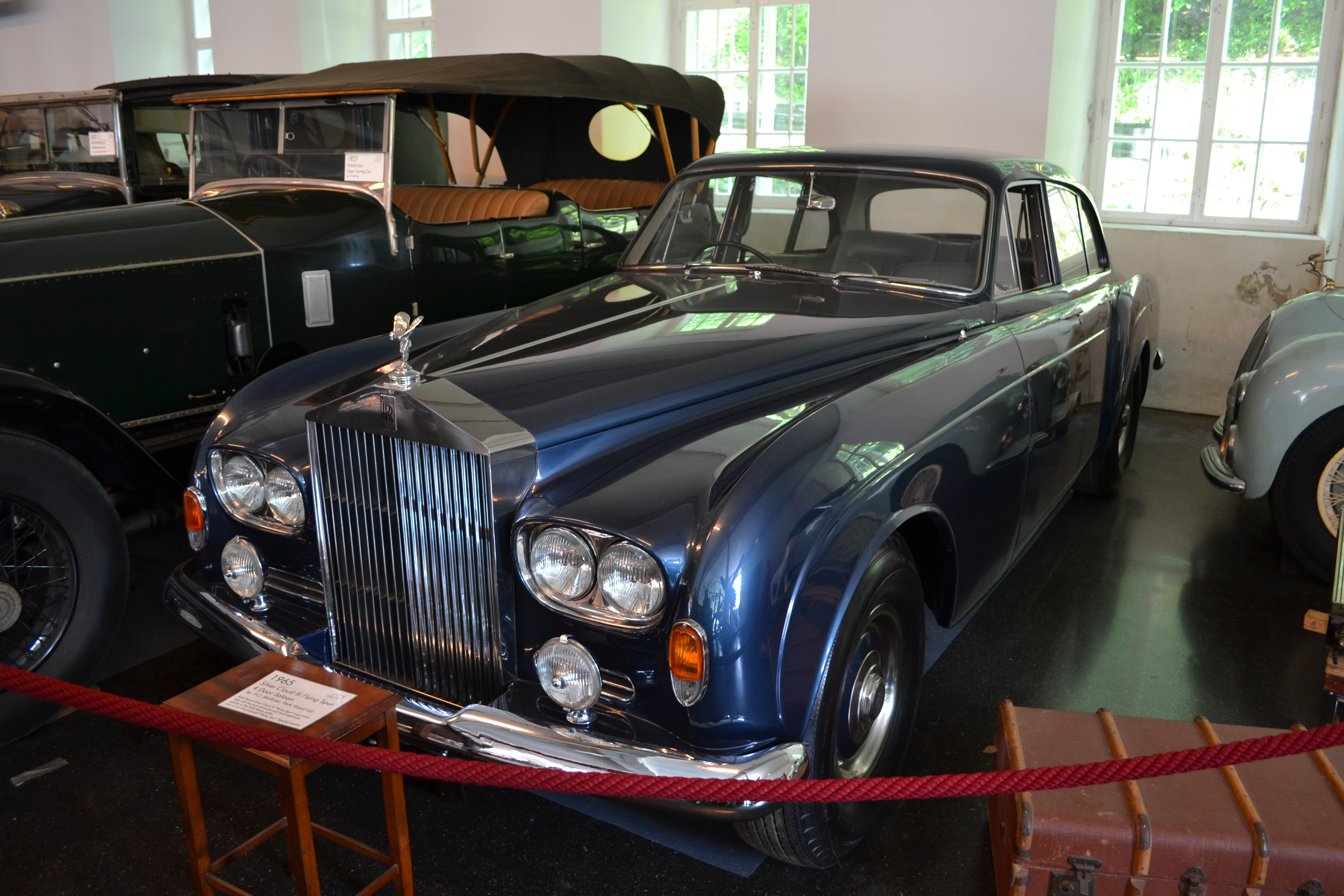
Einer der wenigen Nachkriegswagen: Rolls-Royce Silver Cloud III mit einer Spezialkarosserie von H. J. Mulliner & Co.

Das Rolls-Royce-Museum in der Parzelle Gütle in der Stadtgemeinde Dornbirn im österreichischen Bundesstaat Vorarlberg war ein Automuseum mit Ausrichtung auf die frühen Zeiten der Marke Rolls Royce, als jedes Fahrzeug ein Unikat war.

## Ursprung der Sammlung
Der in St. Gallenkirch im Montafon geborene Franz Vonier und seine Frau Hilde gründeten 1968 in Klaus eine Rolls-Royce-Reparaturwerkstätte und bauten eine Sammlung von Fahrzeugen aus den Jahren 1923 bis 1939 auf. Die drei Söhne Ferdinand, Johannes und Bernhard Vonier gestalteten den weiteren Ausbau maßgeblich mit. 
1999 machte die Familie Vonier diese Automobilsammlung mit der Eröffnung des Museums im Gütle allgemein zugänglich.

## Umfang und Schwerpunkte der Sammlung
Zum Höhepunkt der Sammlung befanden sich neben rund 100 Rolls-Royce-Originalfahrzeugen als Ausstellungsstücke auch hunderte Originalbauteile sowie Zubehör, Bilder und Literatur. Die Fahrzeuge waren teils fahrbereit und wurden auch (eingeschränkt) als Leihgaben zu besonderen Veranstaltungen und zu Ausfahrten genutzt. 

## Museum (1999–2017)
Das ursprüngliche Museum befand sich in der ehemaligen Spinnerei von F. M. Hämmerle, in der Nähe des Eingangs zur Rappenlochschlucht, am Fuß des Dornbirner Hausbergs Karren. Es war in dem 1992 stillgelegten Spinnereigebäude von 1862 über drei Etagen auf rund 4500 m² verteilt untergebracht und zeigte auf großer Fläche die gesamte Kollektion der Fahrzeuge.

## Museum heute

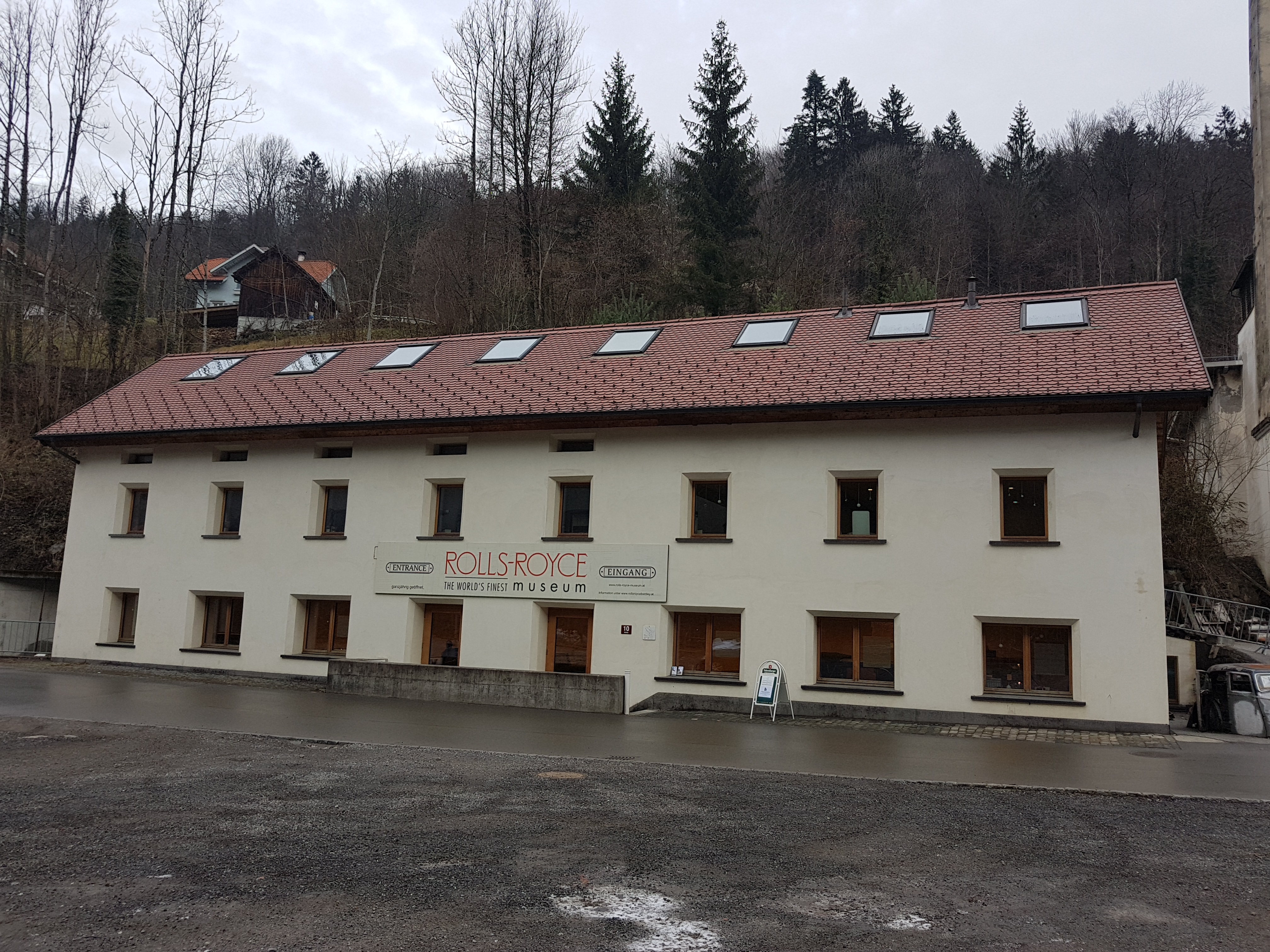
Rolls Royce-Museum im Winter 2020

Seit dem Tod des Museumsgründers Franz Vonier im Mai 2017 bestanden zeitweise zwei Rolls-Royce-Ausstellungen im Gütle. Sohn Ferdinand Vonier führte das bisherige Museum unter dem neuen Namen Rolls-Royce Automobilmuseum weiter. Dessen Brüder Johannes und Bernhard Vonier betrieben eine separate Ausstellung unter der bisherigen Bezeichnung Rolls-Royce-Museum. Dieses zweite Museum wurde bereits zuvor geschlossen und die Ausstellungsstücke befinden sich im Flieger- und Fahrzeugmuseum Altenrhein.
Beide Museen zeigten alle maßgeblichen Entwicklungen aus der Rolls-Royce-Zeit zwischen 1925 und 1939 – dem Kern der Sammlung der Familie Vonier. Das Rolls-Royce Automobilmuseum befand sich am bisherigen Standort, das neue, kleinere Museum (Rolls-Royce-Museum) befand sich im ersten Haus am Eingang zum Industrieareal Gütle. Das Gebäude wurde hierfür aufwendig saniert und vermittelt den Stil der 1920er und 1930er Jahre. Die Unikate ließen sich darin ohne Absperrungen betrachten und fotografieren. Digitale und Printmedien halfen zusätzlich, in die damalige Zeit einzutauchen. In der hauseigenen Restaurationswerkstatt konnte ein Einblick in alte Handwerkskunst getan werden.
Im Oktober 2024 wurde bekannt gegeben, dass auch Rolls-Royce-Automobilmuseum aus wirtschaftlichen Gründen geschlossen wurde.